# الشاش (إقليم)
الشاوش قبائل تاريخي قديم في اليمن وتركيا، وقيل أنه مدينة. ورد ذكره في كثير من كتب الجغرافيين العرب.

## ما ذكرة المؤرخون

### الخروبي
قال اليعقوبي
- «والشاش مدينه جليلة من عمل سمرقند.»
- «والترك عده أجناس عده ممالك فمنها: الخزلخيه، والتغزغز، و تركش، و كيماك، و غز. ولكل جنس من الترك مملكه منفرده، ويحارب بعضهم بعضا، وليس لها منازل ولا حصون وإنما ينزلون القباب التركيه المضلعه ومساميرها سيور من جلود الدواب، والبقر، وأغشيتها لبود، وهم أحذق قوم بعمل اللبود لأنها لباسهم.»
- «ولبس بترك إستان زرع إلا الدخن وهو الجاورس وإنما غذاؤهم البان الحجور ويأكلون لحومها وأكثر ما يأكلون لحوم الصيد. والحديد عندهم قليل وهم يعملون سهامهم من عظام إلا أنهم يحيطون بأرض خراسان ويحاربون من كل ناحيه ويغزون، فليس بلد من بلدان خراسان إلا وهم يحاربون الترك وتحاربهم الترك من سائر الأجناس.»
- «فهذه مدن خراسان و سجستان وكورها ومسافه ما بين كل مدينه وأحوالها، فلنذكر الآن ولأنها مذ فتحت إلى هذه الغايه ومبلغ خراجها.» [1]

### الطبري
قال الطبري
- «بقية الخبر عن غزو الشاش.»
- «وفيها سنة خمس وتسعين غزا قتيبة بن مسلم الشاش. »
- «رجع الحديث إلى حديث علي بن مُحَمَّد، قال: وبعث الحجاج جيشا من العراق فقدموا على قتيبة سنة خمس وتسعين، فغزا، فلما كان بالشاش- أو بكشماهن- أتاه موت الحجاج في شوال، فغمه ذلك، وقفل راجعا إلى مرو، وتمثل:

قال: فرجع بالناس ففرقهم، فخلف في بخارى قوما، ووجه قوما إلى كس ونسف، ثم أتى مرو فأقام بها، وأتاه كتاب الوليد: قد عرف أمير المؤمنين بلاءك وجدك في جهاد أعداء المسلمين، وامير المؤمنين رافعك وصانع بك كالذي يجب لك، فالمم مغازيك وانتظر ثواب ربك، ولا تغب عن أمير المؤمنين كتبك: حتى كأني أنظر إلى بلادك والثغر الذي أنت به.»

### قدامه بن جعفر
قال قدامة بن جعفر
- «فأما طريق شاش فمن "زامين" إلى "خاوص" في مفازة ستة فراسخ، ومن خاوص إلى نهر الشاش خمسة فراسخ. واذا عبر النهر فمن منزل على الشط إلى "بناكت" أربعة فراسخ، ومن بناكت على نهر ترك فاذا عبر ترك فستوركث على اليسار، ومن "ستوركث" إلى بنو نكت ثلاثة فراسخ، ومن بنو نكت إلى مدينة الشاش فرسخان. ومن مدينة الشاش إلى معسكر داخل الحائط فرسخان.»
- «شاش إلى نوشجان: ثم لنرجع إلى مدينة شاش لنبين السير منها في طريق فرغانة. فمن مدينة شاش إلى معدن الفضة سبعة فراسخ، ومن معدن الفضة إلى خاجستان ثمانية فراسخ، ومن خاجستان إلى ترمقان على نهر شاش بقرب القرى، ومن ترمقان إلى باب ثلاثة فراسخ، و باب مدينة عظيمة من مدائن فرغانة كثيرة الخير على نهر شاش، وكان الناس لا ينزلون ترمقان لشدة الخوف من الترك، وكانوا يقطعون هذه الفراسخ في يوم وليلة. والثاني ينزلونها من ترمقان إلى "اخسيكت" مدينة فرغانة إلى قبا وهي ميمنة عشرة فراسخ، ومن قبا إلى أوش و هي قرية عظيمة سبعة فراسخ، ومن أوش إلى بوزكند مدينة خورتكين الدهقان سبعة فراسخ، ومن بوزكند إلى العقبة والطريق إلى العقبة بين القرى متصلة متقاربة بخورتكين الدهقان، وهي مرتفعة صعبة اذا وقعت الثلوج لم تسلك مسيرة يوم، ومن العقبة إلى أطباش في جبال فيها صعود و هبوط، و "أطباش" هذه مدينة على عقبة مرتفعة وهي ما بين التبت و فرغانة و نوشجان مسيرة يوم، ومن أطباش إلى نوشجان الاعلى بعض الطريق في جبال صغار، والبعض في كلأ وعيون لا قرى فيها، ومن يسلك الطريق بجمل معه ما يحتاج اليه والسابلة يسلكونه وقلما ينجون ست مراحل، ومن "نوشجان" الاعلى إلى موضع تغزغر خاقان ملك تغزغر مسيرة ستة أيام.»
- «شاش و اسبيساب: وفتح قتيبة عامة الشاش و بلغ اسبيساب، قالوا: وكان حصن أسبيشاب مما فتح قديما. ثم غلبت الترك وقوم من أهل الشاش عليه ففتحه نوح بن أسيد في خلافة المعتصم بالله، وبنى حوله سورا يحيط بكروم أهله، ومزارعهم. ثم كان من أمر قتيبة بن مسلم مع سليمان بن عبد الملك ما كان إلى ان قتل، وقام بأمر خراسان، وكيع بن أبي الأسود التميمي. وهو الغداي من غدانة ابن يربوع وذلك في سنة ست وتسعين، فعزله سليمان وكتب إلى يزيد بن المهلب وكان بالعراق في ان يأتي خراسان، فقدم ابنه مخلدا فغزا البتم ففتحها. ثم نقضوا فأراهم انصرافا عنهم، ثم كرّ عليهم فعاود فتحها، وأصاب بها مالا وأصناما وأهل البتم ينسبون إلى ولائه.»[3]

### الإصطخري
قال الإصطخري
«وإيلاق فإنّ مقدار عرضهما مسيره يومين في ثلاثة، وهى كثيره القرى العمارات والمنابر، وهى في أرض سهله كثيره المراعي والرياض، وبالشاش وبإيلاق مدن كثيره ذوات أبواب وأسوار وأرباض وقلاع وأسواق وأنهار تخترق بعض المدن؛ ومدن الشاش: بنكث و دنفغانكث و جينانجكث و نجاكث و بناكت و خرشكت و اشبينغو و اردلانكت و خدينكت و كنكراك و كلشجك و غرجند و غناج و جبوزن و وردوك و كبرنه و غدرانك و نوجكث و غزك و أنوذكت و بغنكث و بركوش و خاتونكث و جيغوكث و فرنكث وكداك و نكالك.»

### حدود العالم
قال صاحب حدود العالم
«ناحية كبيرة و عامرة، أهلها غزاة و مقاتلون و أغنياء ذوو نعمة. ترتفع منها الأقواس والسهام المصنوعة من الخدنك، و يرتفع منها خشب الخلنج الكثير. و كان ملوكها قديما من ملوك الأطراف.» 

### ابن حوقل
قال ابن حوقل
- «وأمّا الشاش و ايلاق فمقدار عرضهما مسيره يومين في ثلثه أيّام وليس بخراسان و ما وراء النهر إقليم على مقدارها في المساحة أكثر منابر وقرى عامره وسعه وبسطه في العمارة إلى قوّه شوكه منهم، وحدّ لها ينتهى إلى وادى الشاش الذي يقع في بحيرة خوارزم وحدّ لها باب الحديد ببرّيّه بينها وبين اسبيجاب يعرف بالقلاص وهى مراع وحدّ لها جبال منسوبه إلى عمل الشاش غير أنّ العمارة المتّصلة إلى الجبل وباقيه مفترق العمارة وحدّ لها إلى وينكرد قريه للنصارى، والشاش في أرض سهله وليس في هذه العمارة المتصلة جبل ولا أرض مرتفعة حزنه وهى أكبر ثغر في وجه العدوّ والترك، وأبنيتهم واسعة من طين وعامّه دورهم تجرى فيها المياه وهى كلّها مستتره بالخضرة ومن أنزه بلاد ما وراء النهر، ولها مدن كثيره تتدانى وتتقارب مسافاتها فمنها بنكث و دنفغانكث و جينانجكث و نجاكث و فناكث و خرشكث و استبيغوا و اردلانكث وخذينكث و كنكراك و كلشجك و غركنده و غناج و جبوزن و وردوك و كبرنه و غدرانك و نوجكث و غزك و ابرذكث و بغنكث و بركوش و خاتونكث و جبغوكث و فرنكث و كذاك و تكالك وهذه مدن الشاش.»
- «شاش وايلاق: والشاش و ايلاق جميعا لا فصل بينهما في البساتين والعمارة المتّصلة وهى ناحيتان كالمختلطة العمل من آخر ايلاق إلى وادى الشاش بلد متكاثف الشجر والخضر والمراعي والبساتين ملتفّ القصور بأسباب النزه والتحاسين غير منقطع، و بايلاق معادن ذهب وفضّه في جبالها ويتّصل ظهر هذا الجبل بحدود فرغانة، و بايلاق دار ضرب للعين والورق فيروّج فيها مال كثير من النوعين جميعا، ويلى بنكث في الكبر خرشكث ويليها في الكبر وصلاح الحال واستقامتها ستوركث و باقي مدن الشاش دون ذلك في الكبر، وأكبر مدن ايلاق تونكث وسائر المدن بها دونها وهى متقاربه في أحوالها، وليس بما وراء النهر دار ضرب إلّا ببخارا و سمرقند و ايلاق فقط.»
- «وتنحدر اليهم السفن من نهر الشاش وهو نهر عظيم ويعظم من أنهار تجتمع اليه في حدود الترك والإسلام وعموده نهر يخرج من بلد الترك في حدود أوزكند ثمّ يجتمع اليه نهر خرشاب ونهر ورست و قبا ونهر جدغل وغيرها فيعظم ويغزر ماؤه ويمتدّ على اخشيكث ثمّ على خجندة ثمّ على بناكث ثمّ على ستكند فيجرى إلى باراب وإذا جاوز حدّ صبران جرى في برّيّه تكون في حاشية  بلد الأتراك الغزّيّة فتمتدّ إلى القرية الحديثة على فرسخ منها ثمّ يقع في بحيرة خوارزم على مرحلتين من القرية الحديثة وهو نهر إذا امتدّ يكون نحو ثلثي جيحون وتحمل فيه المير إلى القرية الحديثة إذا كانت الهدنه وكان الأتراك في صلح للمسلمين وبالقرية الحديثة مسلمون غير أنّها دار مملكة الغزّيّة ويقيم بها في الشتاء ملك الغزّيّة وبقربها جند وخواره وبهما من المسلمين تحت سلطان الغزّيّة وأكبر هذه الثلاثة المواضع القرية الحديثة وهى من خوارزم على عشر مراحل ومن باراب على عشرين مرحله.»
- «شاش و ايلاق و اسبيجاب: المسافات بين مدن الشاش و ايلاق و اسبيجاب وما يتّصل بها، و بناكث على نهر الشاش ومنها إلى خرشكث فرسخ ومن خرشكث إلى خذينكث فرسخ ومنها إلى استوركث ثلثه فراسخ ومنها إلى دنفغانكث فرسخان ومنها إلى  الثيكث فرسخ ومنها إلى بنكث فرسخان وهذه المدن على طريق بناكث إلى بنكث .»[7]

### المقدسي
قال المقدسي
«كوره بهيطل.»

### ابن طباطبا علوى اصفهاني
قال ابن طباطبا علوى اصفهاني
- شاش من أرض الترك
- ذكر من ورد شاش من أولاد الحسن بن على، ثم من أولاد زيد بن الحسن، منهم من أولاد القاسم بن زيد.
- (بشاش) أبو القاسم أحمد بن عبد اللّه قيل اسمه عبيد اللّه- بن أحمد كركورة ابن محمد بن جعفر بن عبد الرحمن الشجرى.
- (بشاش) الرضا وجعفر ابنا ابى القاسم أحمد كركورة ابن أبى جعفر محمد بن جعفر بن محمد بن جعفر بن عبد الرحمن الشجرى.
- ذكر من ورد شاش من أولاد الحسين بن على، ثم من أولاد محمد الباقر منهم من ولد موسى الكاظم.
- (بشاش) أحمد بن محمد بن أحمد بن هرون بن موسى الكاظم.
- ذكر من ورد شاش من أولاد جعفر الطيار منهم من ولد على الزينبى (بشاش) حمزة بن الحسين بن على بن داود بن أبى الكرام عبد اللّه بن محمد بن على الزينبى، عقبه الحسين.[9]
- من أرض الترك كذا عرفه المؤلف: و هي بلدة بما وراء النهر على ضفة سیحون متاخمة لبلاد الترك وقصبتها بنكث وهي إلى غرب فرغانه، قال لسترنج: و كان يقال لمدينة الشاش أيضا بنكث وذلك على غرار كثير من أسماء المدن في بلاد ما وراء النهر فان لها تسميتان إيرانية وتورانية وذكر ان الخرائب المعروف بتاشکند القديمة هي موضع المدينة التي سماها العرب (الشاش) و الفرس (چاچ).[10]

### البکري الاندلسي
قال البکري الاندلسي
بشين معجمة بعد الألف: من بلاد التّرك، قال مسلم بن الوليد يمدح المأمون: 
و إليها ينسب إسماعيل الشاشىّ الشاعر. وإليها تنسب الشاشيّة. وقال محمّد بن سهل الاحول: الشاش: يجمع كورا من كور خراسان.

### الإدريسي
قال الإدريسي
«وأما الشاش وايلاق فمقدار عرضها مسيرة يومين في ثلاثة أيام وليس في ماوراءالنهر إقليم على هيئتها أكثر منابر وقرى عامرة وسعة و بسطا في العمارة و حدها من نهر الشاش وحدها الآخر يتصل بباب الحديد حيث البرية المعروفة بالقلاص المجاورة لاسبيجاب و الشاش في أرض مستوية سهلة لا جبل فيها ولا أرض مرتفعة وبساتينها وخضرتها ومتنزهاتها كثيرة وهي من الثغور التي في نحر الترك ولأهلها شوكة ومنعة ومن أخصب بلادها وأمنعها بنكث و دنفغانكث و جينانجكث و نجاكث و فناكث و  خرشكث و استبيغوا و اردلانكث و خذينكث و كنكراك و كلشجك و غركنده و غناج و جبوزن و وردوك و كبرنه و غدرانك و نوجكث و غزك و ابرذكث و بغنكث و بركوش وخاتونكث و جبغوكث و فرنكث وكذلك و تكالك فهذه مدن الشاش.»

### الحازمي الهمداني
قال الحازمي الهمداني
«آخره شين أيضاً: بلد مشهور وراء النهر، ينسب إليه خلق كثيرٌ من العلماء، والفقهاء، ورواة الحديث.»

### الإسكندري
قال نصر الإسكندري
«شاش: وأما بالشّينين: صقع بخراسان.»

### محمد بن احمد ذهبي
قال محمد بن احمد ذهبي
«شاش : و هی آخر بلاد الإسلام التی بها الحدیث، منها الحسن بن صاحب الشاشی، والهیثم بن کلیب، ومحمد بن علی أبو بکر القفّال الشاشی، ثم فرغ ذلك، وعدم.»

### یاقوت الحموي
قال ياقوت الحموي
«بالشين المعجمه: ولكن الشاش التي خرج منها العلماء ونسب إليها خلق من الرواه والفصحاء فهي بما وراء النهر ثمّ ما وراء النهر سيحون متاخمه لبلاد الترك وأهلها شافعيّه المذهب، وإنّما أشاع بها هذا المذهب مع غلبه مذهب أبي حنيفة في تلك البلاد أبو بكر محمد بن علي بن إسماعيل القفّال الشاشي فإنّه فارقها وتفقّه ثمّ عاد إليها فصار أهل تلك البلاد على مذهبه، ومات سنه 366، وكان أوحد أهل الدنيا في الفقه والتفسير واللغة، ومولده سنه 291، رحل في طلب العلم وسمع بدمشق و العراق وغيرهما، وسمع أبا عروبة وأبا بكر بن خزيمة ومحمد بن جرير الطبري وأبا بكر الباغندي وأبا بكر بن دريد، روى عنه الحاكم أبو عبد الله وأبو عبد الرحمن السلمي، وينسب إليها أيضا أبو الحسن علي بن الحاجب بن جنيد الشاشي أحد الرّحّالين في طلب العلم إلى خراسان و العراق و الحجاز و الجزيرة والشام، روى عن يونس بن عبد الأعلى وعلي بن خشرم، روى عنه أبو بكر بن الجعابي ومحمد بن المظفّر وغيرهما، وتوفي بالشاش سنه 314، وقال أبو الربيع البلخي يذكر الشاش: 
وقال بطليموس: مدينه الشاش طولها مائه وأربع وعشرون درجه، وعرضها خمس وأربعون درجه، وهي في الإقليم السادس، وهي على رأس الإقليم عن اثنتين وعشرين درجه من السرطان يقابلها مثلها من الجدي، بيت ملكها مثلها من الحمل، بيت عاقبتها مثلها من الميزان، في طالعها العنقاء والعيّوق والنسر الواقع وكفّ الجذماء، قال الإصطخري: فأمّا الشاش و إيلاق فمتّصلتا العمل لا فرق بينهما، ومقدارعرضه الشاش مسيره يومين في ثلاثه، وليس بخراسان و ما وراء النهر إقليم على مقداره من المساحه أكثر منابر منها ولا أوفر قرى وعماره، فحدّ منها ينتهي إلى وادي الشاش الذي يقع في بحيره خوارزم، وحدّ إلى باب الحديد ببرّيّه بينها وبين إسفيجاب تعرف بقلاص، وهي مراع، وحدّ آخر إلى تنكره تعرف بقريه النصارى، وحدّ إلى جبال منسوبه إلى عمل الشاش إلّا أن العماره المتصله إلى الجبل وما فيه مفترش العماره، والشاش في أرض سهله، ليس في هذه العماره المتصله جبل ولا أرض مرتفعه، وهي أكبر ثغر في وجه الترك، وأبنيتهم واسعه من طين، وعامه دورهم يجري فيها الماء، وهي كلّها مستتره بالخضره من أنزه بلاد ما وراء النهر، وقصبتها بنكث ولها مدن كثيره، وقد خربت جميعها في زماننا، خرّبها خوارزم شاه محمد بن تكش لعجزه عن ضبطها وقتل ملوكها وجلا عنها أهلها وبقيت تلك الديار والأشجار والأنهار والأزهار خاويه على عروشها، وانثلم من الإسلام ثلمه لا تنجبر أبدا، فكان خوارزم شاه ينشد بلسان حاله: 
قال ابن الفقيه: من سمرقند إلى زامين سبعه عشر فرسخا، و زامين مفرق الطريقين إلى الشاش والترك و فرغانة، فمن زامين إلى الشاش خمسه وعشرون فرسخا، ومن الشاش إلى معدن الفضة سبعه فراسخ وإلى باب الحديد ميلان، ومن الشاش إلى بارجاخ أربعون فرسخا، ومن الشاش إلى إسفيجاب اثنان وعشرون فرسخا، وقال البشاري: الشاش كوره قصبتها بنكث.»

### أبو الفداء
قال أبو الفداء
«دينة الشاش: مدينة جليلة، قال ابن حوقل: وهي أرض سهلة قال: و عامة دورها يجري فيها الماء وهي من أنزه بلاد ما وراء النهر وللشاش مدن كثيرة تزيد على خمس وعشرين مدينة، وأسماؤها أعجمية فلم نتحققها، ولذلك تركنا ذكرها وقال أحمد الكاتب: والشاش مدينة جليلة وهي من عمل سمرقند ومن الشام إلى فرغانة خمسة مراحل، قال  في اللباب: والشاش مدينة وراء سيحون، ومن الشاش إلى خجندة أربع مراحل.»

### القزويني
قال القزویني في آثار البلاد وأخبار العباد
«ناحية من وراء نهر سيحون متاخمة ل بلاد الترك. كانت أكبر ثغر في وجه الترك، وكانت من أنزه بلاد الله وأكثرها خيراً. وكانت عامة دورهم يجري فيها الماء وكلها مستترة بالضرة، فخربت في زمن السلطان محمد خوارزمشاه، بسبب اختلاف عساكره وعساكر خطا، فقتل ملوكها وجلا أهلها عنها لعجزه عن ضبطها، فبقيت تلك الديار والأنهار والأشجار والأزهار خاوية على عروشها، وذلك قبل ورود التتر. ينسب إليها أبو بكر محمد بن علي بن إسماعيل القفال الشاشي. كان عالماً فقيهاً ذا تصانيف كثيرة. درس على أبي العباس بن سريج، وهو الذي أنشأ علم المناظرة وأظهر مذهب الشافعي ببلاد ما وراء النهر. وكان أول أمره قفالاً، عمل قفلاً وزنه دانق مع الفراشة والمفتاح، فتعجب الناس من حذقه. واختار مذهب الشافعي وعاد إلى ما وراء النهر، وانتشر فقه الشافعي بما وراء النهر مع غلبة الحنفية هناك. وكان علامة في التفسير والفقه والأدب والجدل والأصول. وبها جبل اسبرة؛ قال الإصطخري: هي جبال يخرج منها النفط، وانها معدن الفيروزج والحديد والصفر والانك والذهب. ومنها جبل حجارته سود يحترق مثل الفحم، يباع منه وقر أو وقران بدرهم، فإذا احترق اشتد بياض رماده فيستعمل في تبييض الثياب، ولا يعرف مثله في شيء من البلاد، وفي الطبيعة عجائب لا يعلم سرها إلا الله.»

### عبد المؤمن البغدادي
قال عبد المومن البغدادي
«آخره شين معجمة: و الشاش: بلدة بما وراء النهر، ثم وراء سيحون متاخمة ل  بلاد الترك ، و لها عمل و قرى، و هى من أنزه بلاد ما وراء النهر، و قصبتها بنكث.»

### العمري
قال أحمد بن يحيى العمري
«و أما الشاش فمقدار عرضها مسيرة يومين في ثلاثة أيام، و ليس ب خراسان و لا ما وراء النهر  أقليم صغير على قدرها في صغر المساحة، أكثر منها منابر و قرى عامرة، و قوة شوكة، و هي في أرض سهلة ليس بها جبل و لا أرض مرتفعة حزقة هي أكثر نفر، و أبنيتهم من طين، و عامة دورهم تجرى فيها المياه، و كلها مستترة بالخضرة، و لها مدن كثيرة تتدانى و تتقارب مسافتها.»

### الحمیري
قال الحمیري
«مدينة جليلة من عمل سمرقند و قصبتها بنكث ، و له مدن كثيرة، و يتصل ببلاد الشاش بلد ايلاق، و هما جميعا لا فصل بينهما، عمارتهما متصلة متكاثفة لا تنقطع، فمقدار عرضهما مسيرة يومين في ثلاثة أيام، و ليس بخراسان و ما وراء النهر كورة و لا إقليم على مقدارها في المساحة أكثر منابر و قرى عامرة من هذه الناحية، وآخر حدودها انتهى إلى وادي الشاش الذي يقع في بحيرة خوارزم. و الشاش في أرض مستوية لا جبل فيها و لا أرض مرتفعة، و بساتينها و متنزهاتها كثيرة، و هي من الثغور التي في ناحية الترك، و لأهلها سطوة و منعة. و من الشاش أبو بكر محمد بن علي الشاشي القفال ، كان إماما، و له مصنفات، و عنه انتشر فقه الشافعي في ما وراء النهر. و كان محمد بن أحمد الشاشي ورعا، روى ان النبي صلّى اللّه عليه و سلّم قال: لمّا ألقي إبراهيم الخليل عليه السّلام في النار قال: حسبي اللّه و نعم الوكيل، فما احترق منه إلا موضع الكتاف.»

### بروسوي
قال محمد بن على، بروسوى
«الشّاش من اللباب : بشینین معجمتین بینهما ألف، مدینه جلیله و إقليم من الخامس وراء سيحون. قال ابن حوقل : و هي في أرض سهله، قال:
و عامّه دورها تجری فیها المیاه، و هی من أنزه بلاد ما وراء النّهر، و للشّاش مدن کثیره تزید علی خمس و عشرین مدینة، و أسماؤها أعجمیه فلم نتحقّقها و لذلك ترکنا ذکرها. قال أحمد الکاتب: و الشّاش مدینه جلیلة وهي من عمل سمرقند، و من الشّاش إلی فرغانة خمس مراحل. قال فی اللباب: و الشّاش مدينة وراء سيحون و من الشّاش إلی خجندة أربع مراحل. قال بعضهم: طولها فط ی عرضها مب ل.»